# 1067 (عدد)
1067 هو عدد صحيح، يلي العدد 1066 وويسبق العدد 1068.

## في الرياضيات

### خصائص
- عدد طبيعي.[3]
- عدد فردي.[4][5]
- عدد موجب،[6] السالب منه هو -1067.[7]

## في التاريخ
- 1067 هـ هي سنة في التقويم الهجري.
- هي سنة 1067 م في التقويم الميلادي.

## وصلات خارجية
الأعداد الصاتمة، ديوان اللغة العربية.